# メルニボネ
メルニボネ（Melniboné）は、マイケル・ムアコックの小説に登場する架空の国家である。〈永遠の戦士〉の化身の一人であるメルニボネのエルリックの故郷で、〈竜の島〉メルニボネと呼びならわされている。
メルニボネは1万年の間、魔術と武力によって世界を支配し続けていた。しかしエルリックが生まれた頃には、すでにその覇権は衰え、数多くの国家の一つにすぎなくなっていた。メルニボネの人民であるメルニボネ人は人類ではなく、いわゆるエルフによく似ている。魔術に長け、美貌を誇るが、その心理は気まぐれであり猫に似ている。彼らは数多くのいにしえの慣習にしばられている。
メルニボネの首都であり、唯一存続している都市が〈夢見る都〉イムルイルである。島の他の地域はエルリックの時代には原野に返っていた。島の地下には洞窟があり、そこで竜が眠りについて、戦争に駆り出されるのを待ち続けている。

## 地理
メルニボネ島のほんのわずかな部分しか、作中では描写されていない。エルリックの時代の退廃したメルニボネ人は、世界への興味を失っていた。数を減らし続けている住民たちは、この唯一残った都市からめったに外に出ない。奴隷だけが島の他の地域に出かけたが、彼らの活動については作中では語られていない。
島の主たる地理的特徴はイムルイル平原である。その名の由来はメルニボネ最後の都イムルイルである。三方を壁に囲まれ、もう一方を人工の海上迷路で閉ざしたイムルイルは防備厳重な港湾都市である。『メルニボネの皇子』冒頭で、エルリックとその従妹サイモリルは草原を通って松林へ遠乗りをした。そこには花が咲き乱れる野原と連丘が広がっていた。それから二人は海を見下ろす崖と、白い砂浜に続く小道についた。『白き狼の宿命』の「夢見る都」の章で、エルリックは秘密裏にイムルイルから数マイルの場所にある浜に小舟で上陸している。『薔薇の復讐』で、エルリックが竜を駆ってイムルイル平原の森と草むした峰を飛んでいく場面で、いくつかの手がかりが残されている。竜は彼を〈島の都〉フイシャンへと連れて行った。作中でイムルイル以外に名前が示されたのはここだけであるが、内戦で破壊された。エルリックは〈竜の滝〉の爆音を思い出しているが、これはおそらくイムルイル平原に流れる河のことだろう。
メルニボネには1万年来、住民が暮らしている。かつてイムルイルの民がその隅々まで踏破したのは間違いない。そして彼らは地形を風水のように整えることで、自然を操る魔術を保存した。子どもたちは島に網の目のようにはりめぐらされた小道と竜脈をたどることで魔術を習得するのである。中には別の次元に通じる道もあり、もし通る者が正しい呪文と身振りを知っていれば渡ることができる。

### イムルイル
美しき〈夢見る都〉イムルイルは、メルニボネの首都であり、唯一存続している都市であり、イムルイル平原に位置している。都市の地下には〈竜の洞〉がある。
都は防備の施された港のまわりで発展した。この港は内陸の干潟であり、天然の壁を形成している断崖を通る海洞を通じて到達できる。魔法建築家のモンシャンジクが、守りをさらに固めるため海上迷路を建設した。迷路には5本の水路が続いており、それぞれの入り口は断崖の別の場所に開いている。断崖そのものは100フィートほどもの高さがあり、てっぺんには見張り塔がある。経路情報は堅く守られた国家機密である。1本のルートだけに習熟したメルニボネ人の水先案内人が、来訪した船舶の目隠しをほどこされた乗員を導いて迷路を通る。迷路の壁にうがたれた空間には、侵略者を待ち伏せするために伝説的なメルニボネの御座船艦が隠されている。
イムルイルの建築様式は、てっぺんに旗をなびかせた、背が高くて華奢な多色の塔に特徴付けられる。伝統に則って、皇帝が崩御した際には、一本の塔が倒されて、没した皇帝の名を冠した新たな塔が立てられる。絶え間なく改装されてはいるものの、人口の減少によって、多くの塔は手入れをされずに荒れ果てている。100フィートものの高さがある王宮で最も高い塔は、魔法の扉が施された“王の塔”ブ・アール・ネズベットの塔である。他の塔には、“皇帝の塔”ダ・ア・ルプトゥーナが王宮にある。また、海の緑色をした比較的低い塔であるモンシャンジクの塔は、迷宮の建設者の名をとっている。モンシャンジクの塔は港の管理中心である。

### 気候
島の気候は温暖である。動植物はブリテン諸島のそれに似ている。しかし日々の天気は予測しがたい。なぜなら魔術師たちが元素の精霊（エレメンタル）を召喚して、自由自在に天気をあやつるからである。

### 動植物
メルニボネの自然環境についてはわずかな情報しかない。何千年にもわたって、メルニボネ人は自らの利益や快楽のために新たな生物種を持ち込んできた。そしておそらくは同じくらい多くを絶滅に追い込んできた。この島に住んでいることが知られる野生生物の中には、イタチやキツネがいる。“鳥の女王”フィーリートを召喚する栄に浴することができる代わりに、イムルイルを訪れるあらゆる鳥類を守ることを王族は約している。その結果、数多くの種類の鳥が都に住んでいる。

#### 竜
メルニボネ人はイムルイル地下の洞窟に住む竜と近しい関係を持っている。竜はあらゆる色をした鱗と、先の割れた舌と、冷たい両目を持つ。イムルイルの貴族である“竜の皇子”たちは、幼少時にこの高い知性を持つ動物と引き合わされ、常に歌として発声される彼らの言語を学ぶ。竜の首には隆起があり、騎手はここを天然の鞍にするが、戦いにおもむくイムルイルの民は本物の鞍を用いる。彼らは歌と角笛の音で竜を導く。時には長槍に似た鞭も用いる。
メルニボネの竜が吐くのは本物の火ではない。彼らは高い発火性を持つ毒液を吐き出す。この毒液には特殊な性質がある。腐食性だが、鋼鉄の容器に入れて乾かすことができる。乾燥させた毒液の小片を水と混ぜれば、何日も活力と勇気をもたらす栄養剤になる。毒液を生成する独特の代謝機能のために、竜は1日活動するごとに100年間眠らなければならない。このため、竜は長命だが、ほとんどを眠って過ごす。エルリックの時代に生きている竜としては、フレームファング、スカースナウト、ブラックスナウト、ホワイトスナウトがいる。
『夢盗人の娘』の中では、初期の作品では見られない竜の性質が語られている。それによると、実際には竜には数種類がいる。メルニボネ土着の種は、長い鼻面を持ったプールン種である。若いときにはその尾と鼻面に黒と白の輪を持つ。メルニボネ人は“スケフラ”という名の鞍に似た魔法の膜を発明した。これによって竜は次元をまたいで移動できる。

#### 植物
島に生育する多くの植物には、魔法や治療薬としての効能があり、麻酔剤や興奮剤、そして〈夢見る都〉の名の由来となった幻覚剤といったものがある。中にはメルニボネ人によって持ち込まれて定着したものもある。後の時代には奴隷がそれらを採集した。こうした植物の中で名前が言及されているのはノイデル（ノドイル）だけである。この島固有の雑草で、イムルイル平原とその周辺で生育する。暗青色をしており、木苺状の果実は有毒で、盲目と狂気をもたらす。

## 文化
メルニボネ人は人型種族であるが、その人間ばなれした心理は作中で強調されている。エルリックを除けば彼らには倫理観というものがない。彼らの行動は伝統、それから快楽と新奇な感覚への探求心によって決められる。“猫の王”ミーアクラアは、イムルイルの民の性質は、その洗練と冷酷や快楽への愛から、猫に似ていると評した。奴隷や捕虜の拷問は一般的な楽しみである。メルニボネ人の異質さはその美的感覚にもあらわれている。彼らは多彩な色合いと、華麗で歪な装飾と建築を好む。イムルイルの尖塔は虹のように色とりどりである。
彼らの自己中心的な生き方は、伝統固守によって制約されている。その社会は華麗な典礼に捧げられており、それを無視する勇気を持ったイムルイルの民は少ない。ごく少数の例外的な貴族は冒険家となって世界を探索し、また零落した貴族は傭兵となる道を選ぶ場合もある。

### 宗教
エルリックの世界は〈法〉と〈混沌〉という形而上学的理念によって支配されており、〈宇宙の天秤〉がそれを監視する。メルニボネの民は本質的に〈混沌〉に傾いている。強力な混沌の神アリオッチはイムルイルの守護神であり、メルニボネの魔道皇帝たちとの悪魔的な契約を通して、その力の源となっている。イムルイルの民は死後、自分の魂が〈魂の森〉に行くことを望んでいる。それは彼らの都市が存続する限り続く死後の生である。

## 歴史
《エルリック・サーガ》の開幕の時、すでにイムルイルは1万年をけみしており、メルニボネ人がこの島に住んだ期間はそれよりもさらに長かった。その過去のほとんどは伝説と化していた。
マイケル・ムアコックの多元宇宙は、歴史の周期性を特徴としている。異なる化身として現れる類似の人物、おそらくは同一人物が別の存在次元に生き、平行的な闘争に直面する。しばしば別々の存在次元が干渉し合い、登場人物がその間を行き来することができるようになる。そういったことから、メルニボネ人は現在住の次元を起源とはしていない。
『薔薇の復讐』の文中で、メルニボネ人は『紅衣の公子コルム』に登場するヴァドハー族と関係があると言われている。
『剣のなかの竜』では、メルニボネ人が妖精めいた放浪種族の末裔であることが明かされた。あるエルドレン族の一団が、ひとつがいの竜とともに多元宇宙を旅している最中に災厄に見舞われた。エルドレンの女性たちはギーステンヒーム次元（現地の次元群である〈六界〉の一つ）に迷い込み、雌の竜は〈竜の剣〉に囚われた。〈亡霊女〉という立場を受け入れた彼女たちは、人類の男性と交合することで何世代もの間いきのび、そうしたつながりが必然的にエルドレンの娘たちを生み出した。最後に、〈永遠の戦士〉が〈鉄の円〉の上で〈竜の剣〉を砕いて竜を解放した。解放された雌竜は次元間に〈竜の門〉を開いた。竜とエルドレン族は再会を果たし、ある人物は砕かれた剣から二振りの剣、すなわちストームブリンガーとモーンブレイドが鍛えられるであろうことを予言している。
イムルイルとアリオッチとの特別な関係については〈エルリック・サーガ〉の中で二つの矛盾した説明が書かれている。最初のものは『この世の彼方の海』に見られる。この説明では、メルニボネ人は密林に覆われた西方大陸の島にある都市ルリン・クレン・ア（高き神々の集会所）からやってきた。ルリン・クレン・アの民は平和な性質であったが、上方世界の神々はそこを集会所にしたがった。都市を明け渡す見返りに、王族はアリオッチの保護を受けたのである。避難民の一部は〈魔術師の島〉へ、他はすでに竜がすみついていたメルニボネに渡った。イムルイルそのものは島への定住の200年後に建設された。
もう一つの説明は『薔薇の復讐』で見られる。もともとメルニボネ人は〈天秤〉に属しており、イムルイルとフイシャンという二つの都市に住んでいた。二つの都市はアリオッチの保護を受け入れて〈混沌〉に軸足を移すについて意見を異にした。内戦は3日間続き、メルニボネは荒廃した。〈天秤〉の支持者であったフイシャンの民は皆殺しにされた。この説明は〈死せる神々の書〉に記され、エルリックの父であるサドリック皇帝の亡霊によって語られた。彼によれば死者は真実を語ることができるという。どちらの説明でも、〈混沌〉による保護の必然として、しだいにメルニボネ人は歪んでいき、平和な性格を捨てて冷酷かつ攻撃的になっていった
そういう結果を招いたものの、アリオッチとの盟約はイムルイルの民を何千年にもわたる世界の支配者と成した。アリオッチの保護だけでなく、彼らは数多くの長所を享受した。生得の魔術能力、竜の援助、御座戦艦、そして代々の〈光の皇帝〉がふるうおそるべき二振りの剣、ストームブリンガーとモーンブレイドである。イムルイル創建後のおよそ8千年後、メルニボネに挑戦した最初の人類文明はクォルツァザートだった。魔道皇帝たちは砂の大津波を送り込んで肥沃なクォルツァザート帝国を砂漠に変えたが、その都だけは孤立したまま生きのびた。
メルニボネ人はしだいに衰退したが、それは外部からの圧力ではなく、彼ら自身の無気力と退嬰が原因だった。終末の時代であっても、イムルイルは西方世界の貿易の中心だった。帝国最後の500年になって初めて、〈新王国〉の人類諸国はメルニボネの支配から解放され、かの大都市への襲撃を敢行するようになったのである。
そうした襲撃の一つが、エルリック皇帝の治世の初年に撃退されている。それから間もなくして、彼は愚かにも玉座を従弟のイイルクーン皇子にまかせて〈新王国〉で1年間を過ごした。イイルクーンは皇位を簒奪して、妹でありエルリックの思い人でもあったサイモリルを魔法の眠りに陥れた。エルリックはイムルイルへの襲撃行を率いてこれに報復した。彼の魔術と知識に支えられた襲撃者たちは都を略奪して破壊したが、生き残った者たちが操る御座戦艦と竜によって全滅した。生きのびたイムルイルの民は傭兵になった。都の廃墟は数年後にやってきた世界の終わりまでそのままに残された。かくして新たな周期の世界、すなわち我々の世界が始まったのである。

### 著名な〈光の皇帝〉一覧
- ロンダル4世：第12代皇帝
- エルリック1世：第80代皇帝
- カハン7世：第329代皇帝
- イウントリック10世：ターハリ帝の父
- “緑の女帝”ターハリ：イムルイル創建後8406年～9011年が治世。その長命は妖魔の母を持ったがゆえであった。
- サドリック86世：第427代皇帝、エルリック8世の父
- “白子の皇帝”エルリック8世、第428代皇帝